# Пагін

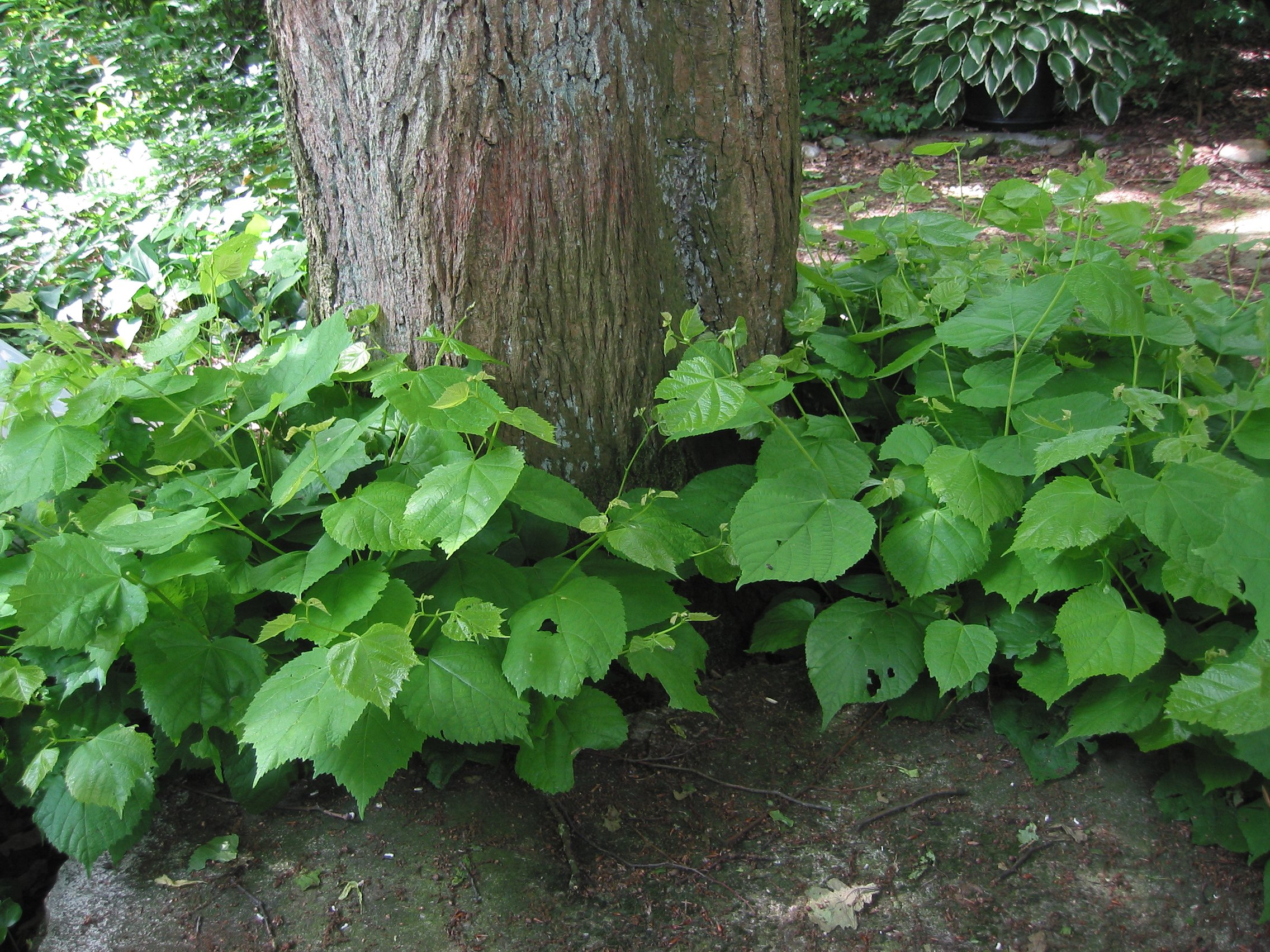
Пагони дерева

Різні форми пагонів

Па́гін — вегетативний орган рослини, що являє собою систему, елементами якої є стебло, листок, брунька, квітка й плід. Пагін відростає від кореня, який в свою чергу утримує пагін у наземному середовищі. Місце прикріплення листка на пагоні — вузол. Ділянку пагона між вузлами називають міжвузлям.
Пагін – надземний вегетативний орган, що виник як пристосування до життя в повітряному середовищі суші, – у квіткових досягає високої досконалості. Головним пагоном дерева є стовбур − разом зі своїми бічними відгалуженнями (гілками і 1-2-річними бічними пагонами).
Пагін складається з осі (стебла), листків та бруньок (зачатків нових пагонів). Основну функцію вегетативного пагона — фотосинтез — здійснюють листки; стебла виконують механічну, провідну, іноді запасаючу функцію. Головна риса пагона, що відрізняє його від кореня – наявність листків, отже наявність вузлів, а подібність у тому, що і пагін, і корінь мають розгалужену будову.
У одних рослин (злакові) вузли різко позначені у вигляді потовщення на стеблі, у інших межа вузла умовна. Ділянки стебла між вузлами називають міжвузлями. Звичайно на пагоні кілька, іноді багато вузлів і міжвузлів, вони повторюються вздовж осі пагона. Міжвузля можуть бути довгими і тоді пагін називається – видовженим (ростовим), вкорочений пагін має короткі міжвузля. Плодові дерева й кущі утворюють обидва типи пагонів: вкорочені, на яких формуються квітки й плоди; видовжені – безплідні.

## Бруньки
Уявний кут між стеблом і листком називається листковою пазухою. На верхівці стебла і в листкових пазухах знаходяться бруньки. Бруньки бувають верхівковими і бічними (пазушними). За рахунок верхівкової бруньки пагін росте у висоту, а за рахунок бічних— галузиться. Таким чином брунька це зачаток пагона.

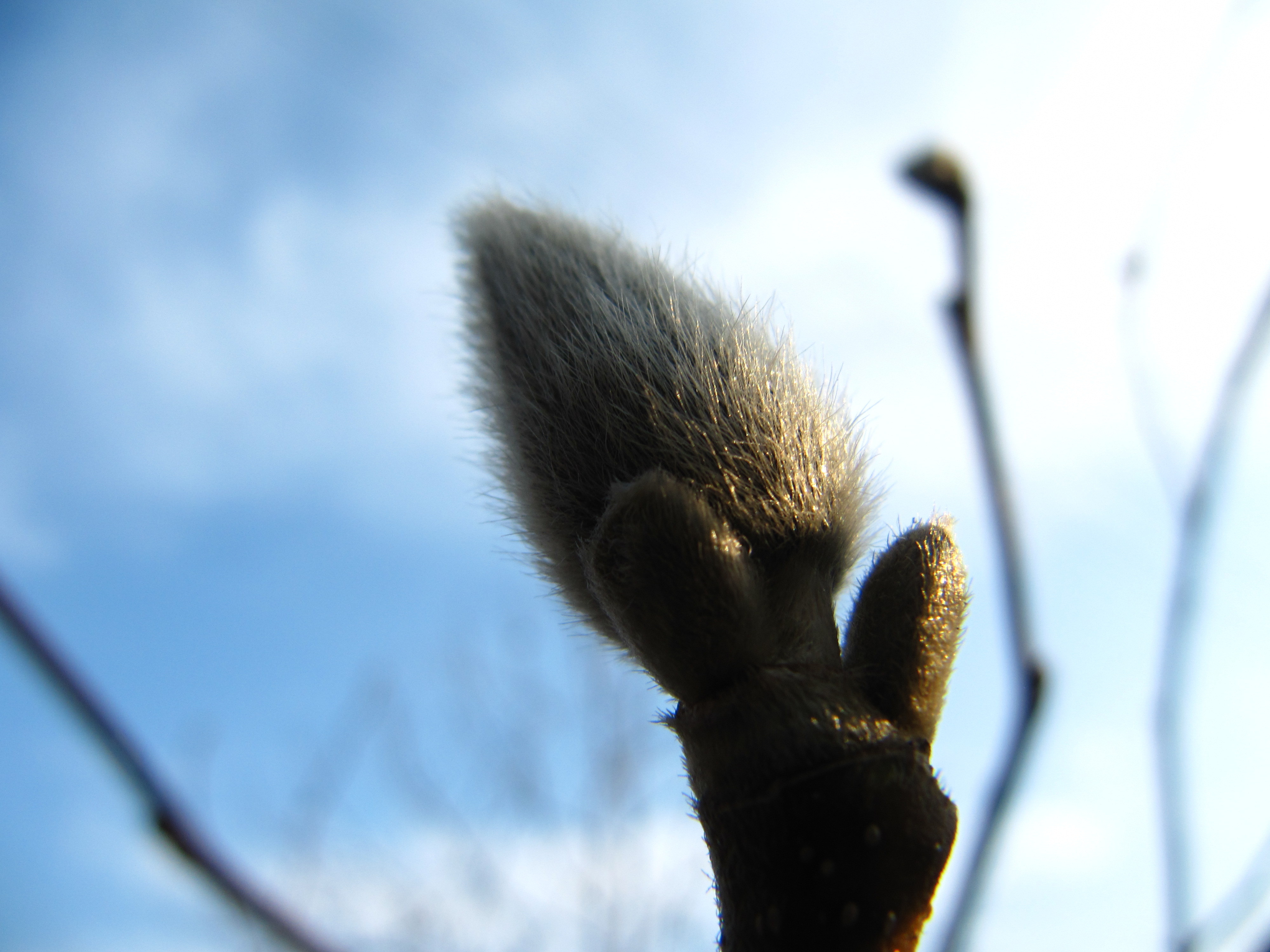
Брунька

Розрізняють бруньки за функціональним призначенням:
- Вегетативні (ростові) з зачатками листків і стебла
- Генеративні (квіткові) з зачатками квіток або суцвіть.

Бруньки за формою:
- ростові — видовжені з загостреною верхівкою
- квіткові — округлі і більші.

Деякі пазушні бруньки можуть залишатись у стані спокою невизначено довго — це сплячі бруньки. Вони розвиваються і дають пагони при пошкоджені (напр. обмерзанні) верхівкових бруньок, зламуванні стебла над ними.
Велике значення має формування додаткових бруньок, які закладаються на стеблах, листках, коренях і забезпечують активне вегетативне відновлення та вегетативне розмноження.

### Розвиток пагона з бруньки
На поздовжньому розрізі бруньки можна побачити її внутрішню будову. Осьовою частиною бруньки слугує зачаткове стебло. У його нижній частині можна побачити зачаткові листки. Зачаткові стебло, листки і бруньки разом складають зачатковий пагін. Його верхівку називають конусом наростання (апексом). Клітини конуса наростання (твірна тканина — меристема) діляться, забезпечуючи ріст пагона у довжину, після поділу клітини ростуть, що веде до видовження міжвузлів і всього стебла. У міру віддалення від конуса наростання здатність клітин до поділу зменшується і починається диференціація їх з утворенням основних тканин.
Брунька на зиму завжди вкривається лусочками, які взимку оберігають її від пошкодження морозами. Захисну дію брунькових лусок збільшують волосистий покрив або смолисті клейкі виділення, що щільно склеюють лусочки. При розпусканні бруньок зовнішні лусочки опадають, залишаючи невеликий рубчик.
Можливий і інший тип росту стебла: вставний або інтеркалярний. У таких випадках твірна тканина розділена ділянками клітин, що не мають здатності до поділу. Зона поділу розташовується зазвичай в основі міжвузля. Інтеркалярний ріст характерний для злакових.

## Галуження пагона та його типи. Формуваннякрони
У процесі росту стебло здебільшого галузиться. Особливо це стосується дводольних рослин. Кожна гілка на центральному стеблі утворюється з бокових бруньок. Бокова гілка так само має верхівкову і бокові бруньки, з яких виростають нові гілки. Все це призводить до утворення розгалуженої крони дерева, куща. Головне стебло крони називається віссю (пагоном) першого порядку. Стебла, розвинені з його бруньок — осями (гілками, пагонами) другого порядку.
Клітини серцевинних променів забезпечують горизонтальне переміщення різних сполук між шарами стебла, а також запасають поживні речовини. У багатьох дерев серцевина може відмирати, утворюючи в стовбурі порожнину — дупло.

### Потовщення стебла
Потовщення стебла відбувається за рахунок періодичної діяльності камбію. Клітини камбію постійно діють у період вегетації рослини і можуть функціонувати протягом декількох років. Камбій відкладає всередину клітини деревини, а назовні клітини кори. Як правило клітин деревини утворюється значно більше, ніж клітин кори. Тому деревина завжди займає значнішу частину на поперечному розрізі стебла.

### Утворення річних кілець
У кліматі з чергуванням пір року на поперечному зрізі деревини видно, що вона складається з почергових світлих і темних кілець. Кожна пара (світле та темне кільце) утворюється впродовж року за рахунок діяльності камбію і має назву річне кільце. Річне кільце — річний приріст деревини. Межа між річними кільцями добре помітна, оскільки весняна деревина, яка утворилася після пробудження діяльності камбію, складається з великих тонкостінних клітин (вона багатша на судини, тому здається пухкішою і забарвленою в ясніший колір); осіння — з більш товстостінних, але вужчих клітин і замість елементів, які проводять воду, містить більше механічної тканини, тому здається темнішою. Перехід від весняної до осінньої деревини поступовий, а від осінньої до весняної — завжди різко позначений (межа між річними кільцями). За річними кільцями деревини можна визначити вік рослини. У тропічних рослин, які ростуть безперервно впродовж року, річні кільця непомітні.

## Пересування по стеблу неорганічних та органічних (речовин) сполук
Одна з важливих функцій стебла — пересування речовин з одних органів до інших. В стеблі є дві протилежні течії рідин — висхідна і низхідна.
Вода і мінеральні солі, що всмоктуються коренями з ґрунту, пересуваються по стеблу до листків, квіток, плодів. Це — висхідний потік, він здійснюється по деревині, основними провідними елементами якої є судини. Органічні речовини, які утворилися в листках, відтікають у всі органи рослини. Це низхідний потік, він здійснюється по лубу, головними провідними елементами якого є ситоподібні трубки.
У деревних рослин пересування поживних речовин в радіальному напрямку відбувається за допомогою серцевинних променів. Але не завжди.

## Видозміни пагона
Розрізняють підземні й надземні видозміни пагонів. Серед підземних видозмін найпоширеніші кореневища, бульби, цибулини.

### Кореневище
Кореневище — видозмінений підземний пагін. Своїм зовнішнім виглядом дещо нагадує корінь, від якого відрізняється наявністю вузлів, міжвузлів, пазушних та верхівкових бруньок.
Відсутність кореневого чохлика. Замість листків на ньому є луски, у пазухах яких бруньки можуть дати початок пагонам. Під бруньками утворюються додаткові корені.
Кореневище складається із трьох основних частин: головного кореня, бічних коренів і додаткових коренів. Кореневище має основну частину — головний корінь, який утримує рослину у вертикальному положенні, бічні корені — це корені, які ростуть на поверхню землі, вони забезпечують дихання підземного кореня, а додаткові корені утворюють розгалужену кореневу систему і забезпечують надходження поживних речовин до рослини.
Утворення кореневищ властиве багаторічним трав'янистим рослинам різних родин однодольних і дводольних. З однодольних, кореневища найчастіше зустрічаються у багаторічних злаків (пирій, тонконіг).
Кореневище бере участь у ґрунтовому живленні, запасанні поживних речовин, вегетативному розмноженні, утворює наземні пагони. В вигляді кореневища рослина, після відмирання наземних частин, перезимовує.
Використання: в їжу — хрін; виготовлення ліків — валеріана; виготовлення технічної сировини — барвників — герань грузинська; ефірних олій, дубильних речовин.
Деякі рослини з довгими кореневищами використовують для закріплення пісків.

### Бульба
Бульба — це потовщені підземні частини стебла. Ці потовщення утворюються на видозмінених підземних стеблах — столонах. Бульби бувають підземні (картопля) і надземні (кольрабі).
У бульби є основа і верхівка. Основою бульба прикріплюється до столона. Хлорофілу бульби не містять, але на сонці зеленіють. Бульби картоплі мають сильно вкорочені міжвузля. Листя на підземних бульбах редукують до дуже дрібних, малопомітних лусочок, у пазухах яких містяться бруньки — вічка. Бульби служать для розмноження рослин та нагромадження поживних речовин і перебуття несприятливих пір року.
При сприятливих умовах бульби легко проростають і завдяки запасним речовинам дають початок самостійним рослинам.
Бульби картоплі та інших рослин широко використовуються у харчовій і хімічній промисловості. Бульба має обмежений верхівковий ріст та сильно потовщене стебло, у якому запасаються поживні речовини. Її листки дрібні, лускоподібні. Листки бульби картоплі мають вигляд невисоких валиків («брівок»), у пазухах яких розташовані пазушні бруньки («вічка»). Бульби картоплі розвиваються на кінцях підземних, сильно видовжених і недовговічних пагонів.

### Цибулина
Цибулина — підземний, рідше надземний пагін з дуже коротким плоским стеблом (денцем) і м'ясистими, соковитими листками (лусочками), які запасають воду і поживні речовини. З верхівкової та пазушних бруньок цибулини виростають надземні пагони, а на денці утворюються додаткові корені. Зовнішні луски цибулини здебільшого сухі, плівчасті і відіграють лише захисну роль. У пазусі деяких лусок цибулини є бруньки, з яких можуть розвиватися дочірні цибулини.
Цибулини формуються у багатьох лілійних рослин: цибулі, лілії, тюльпана. У деяких лілійних можуть бути надземні цибулини. Звичайно вони утворюються у суцвіттях (у дикої цибулі, часнику).
Цибулини допомагають рослині вижити за несприятливих умов і є органом вегетативного розмноження. Серед цибулевих багато декоративних рослин. Часник і цибуля використовуються в медицині і харчовій промисловості.

### Голки
Видозміненими надземними пагонами є колючки (дика груша, терен, глід, обліпиха). Вони розташовані у пазухах листків і захищають рослину від поїдання тваринами.

### Вусики
Пагони можуть видозмінюватися на вусики (виноград, огірок, гарбуз). Це виткі пагони, що обкручуючись навколо різних опор, підтримують стебло в певному положенні.

### Вуса
Вуса (суниця) — дуже тонкі, з видовженими міжвузлями, повзучі стебла. Вони вкорінюються у вузлах і дають початок новим рослинам.

### Гілки
Гілки першого, другого та кожного наступного порядків разом з листям, квітками й плодами складають загальну крону рослини.
Крони бувають:
- кулясті
- пірамідальні
- яйцеподібні
- колоноподібні.

Усі гілки в кроні дерева різновікові. Наймолодші з них — гілки останнього порядку. Формування крони залежить не тільки від способу галуження, але й від впливу зовнішніх чинників. Наприклад, крона густіша завжди з того боку, де кращі умови освітлення. Крони дерев та кущів можна штучно формувати для естетичних потреб.

### Стебло
Стебло — вісь пагона.
За наявністю деревини, стебла поділяють на
- трав'янисті — у всіх трав і молодих пагонів дерев;
- дерев'янисті — у дерев і кущів.

За формою стебла бувають:
- циліндричні (злаки)
- чотиригранні (кропива)
- тригранні (осока)
- багатогранні (кріп)
- сплющеними (кактус).

За розташуванням у просторі стебла поділяють на:
- прямостоячі (кукурудза)
- повзучі (суниця)
- виткі (берізка)
- чіпкі (огірок).

За характером поверхні стебла:
- Стебла, покриті восковим нальотом;
- Опушені стебла — покриті волосками (береза пухнаста, вільха сіра). Розрізнюють такі види опушення:
  - Повстяне — утворене довгими, сплутаними, часто гілчастими волосками;
  - Шовковисте — з притиснутими блискучими волосками;
  - Павутинчасте — з тонкими звитими переплетеними волосками;
  - Щетинчасте — з жорсткими волосками;
  - Війчасте — з волосками, розташованими по краях органа.

Волоски за формою можуть бути простими, двороздільними, гілчастими, перистими, зірчастими, лускатими, залозистими і жалкими.
- Шипчасті стебла;
- Голі стебла — без нальоту, волосків і шипів. У свою чергу, голі стебла поділяють на:
  - Гладкі — з рівною поверхнею (більшість видів);
  - Бородавчасті (береза бородавчаста, бруслина бородавчаста)[2].

Функції стебла:
1. Здійснює зв'язок всіх частин рослини
2. Збільшує поверхню рослини за рахунок галуження
3. Утворює і несе на собі бруньки, листки
4. Забезпечує транспорт води, мінеральних, органічних речовин
5. Служить для фотосинтезу
6. Служить для вегетативного розмноження
7. Запасає поживні речовини.

## Внутрішня будова стебла деревної рослини
На поперечному розрізі стебла деревної рослини можна побачити: кору, камбій, деревину, серцевину.

##### Кора
Кора — зовнішній шар стебла, до складу якого входить: епідерміс, корок, луб.
Епідерміс — недовговічний, складається з клітин, які швидко відмирають, та замінюється корком. Корок — мертві клітини.
Шкірочка і корок захищають стебло від несприятливих умов, не пропускають вони і повітря. У корковому шарі є спеціальні отвори, крізь які проходить повітря, необхідне для дихання рослин — сочевички — у вигляді маленьких горошків на поверхні стебла. Сочевички утворені великими клітинами основної тканини з великими міжклітинниками.
Внутрішня частина кори — луб. Луб — сукупність різних типів тканин: провідної (ситоподібної трубки), механічної (луб'яні волокна) та основної. Ситоподібні трубки — живі провідні клітини флоеми, з'єднані за допомогою поперечних перетинок з великою кількістю пор і нагадують сито, поздовжні стінки потовщені, але не дерев'яніють, цитоплазма зберігається, але ядро руйнується. Луб'яні волокна надають стеблу міцності.

##### Камбій
Камбій — розташована під корою твірна тканина. На поперечному зрізі він має вигляд вузького кільця. Клітини камбію поділяються, утворюючи назовні клітини кори, а всередину — клітини деревини, таким чином стебло росте в товщину, клітини камбію постійно діють у період вегетації рослин і можуть функціонувати протягом кількох років. Особливо інтенсивно розмножуються клітини камбію весною. Клітин деревини утворюється значно більше, ніж клітин кори, тому деревина займає значну частину на поперечному розрізі стебла.

##### Деревина
Деревина складається з провідної тканини (судин), основної та механічної (деревні волокна) клітини серцевинних променів.
У основній тканині (паренхімі) на зиму нагромаджуються поживні запаси речовини. Механічна тканина служить опорою для рослини. Судини — провідна тканина (ксилема) — довгі трубки, утворені з багатьох клітин, розміщених одна над одною, поперечні стінки яких руйнуються. Поздовжні стінки потовщені, цитоплазма відмирає.

##### Серцевина
Серцевина — центральна частина стебла. Вона складається з великих тонкостінних, пухко розташованих клітин, який починається від серцевини і проходить у вигляді променя через деревину до кори, називають серцевинним променем.